# Alexandre Bachirov
Alexandre Nikolaïevitch Bachirov (en russe : Александр Николаевич Баширов) né le 24 septembre 1955 à Sogom, un village de l'oblast de Tioumen, en RSFS de Russie (Sibérie), est un acteur soviétique puis russe.

## Biographie
Alexandre Bachirov est un acteur populaire en Russie qui a tourné dans une soixantaine de films, souvent policiers ou de guerre, aussi bien au cinéma qu'à la télévision.
C'est en 1972 qu'il arrive à Léningrad (aujourd'hui Saint-Pétersbourg) pour étudier dans une école professionnelle, puis travailler dans une cimenterie de Vyborg. Après son service militaire, il entre à la faculté de l'institut Guerassimov, où il étudie à l'atelier d'Igor Talankinee et d'Anatoli Vassiliev. Il sort diplômé en 1989. Il épouse ensuite une citoyenne américaine et étudie en 1990-1991 au Berghof Studio à New York, puis il entre périodiquement dans son pays natal pour tourner. Il fait partie du groupe de rock Pop-Mekhanika et se produit dans des concerts de Sergueï Kouriokhine (1954-1996), le fondateur du groupe. En 1996, il est directeur artistique du studio Débauchirfilm et y enseigne également. Il figure en 1998 parmi les fondateurs du festival de film indépendant Rêves purs (Tchistye griozy) qui se produit à Saint-Pétersbourg.
Il est marié avec la chanteuse du groupe Colibri, Inna Volkova, dont il a une fille. Il est aussi père d'un fils de son premier mariage (Christopher).

## Filmographie partielle

### Réalisateur
- 1999 : Le Talon de fer de l'oligarchie

### Acteur
Cinéma
- 1986 : Le Pigeon sauvage : Tchoudak, l'Étranger
- 1987 : Assa : Babakine
- 1988 : Igla : Spartak
- 1989 : Rose noire – emblème de la tristesse, rose rouge – emblème de l’amour : Tolik
- 1991 : Une Maison sous le ciel étoilé : Valentin Komposterov
- 1995 : L'Arrivée du train : l'opérateur
- 1998 : Maman, ne pleure pas! : Michania
- 1998 : Khroustaliov, ma voiture ! : l'idiot
- 2001 : Down House : Ferdychtchenko
- 2001 : Les Sœurs : Seïfoulline l'alcoolique
- 2001 : La Suite mécanique (Механическая сюита) de Dmitri Meskhiev : homme arrêté par la police
- 2002 : Le Baiser de l'ours : le marchand d'animaux
- 2003 : Le Siècle d'or : Paul Ier
- 2006 : Ratatouille (comédie policière) : Félix Ivanovitch, le chef
- 2007 : Le Père : Nikolaï
- 2008 : Un cadeau pour Staline : le major du MGB
- 2010 : L'Affrontement (Край) : Jilkine

Télévision
- 2000 : La Frontière : Roman de taïga, série télévisée d'Alexander Mitta : clown
- 2005 : Le Maître et Marguerite (TV, d'après le roman de Boulgakov) : le chat Begemot, Vano Miranian
- 2013 : Sherlock Holmes (Шерлок Холмс) d'Andreï Kavoune : greffier